# La fusilación
 La fusilación, que también se exhibió como El último montonero, es una película en blanco y negro de Argentina dirigida por Catrano Catrani sobre su propio guion según un cuento de Félix Luna que se estrenó el 25 de diciembre de 1963 y que tuvo como protagonistas a Romualdo Quiroga, Marcela López Rey, Aldo Mayo y Juan Carlos Lamas. Fue filmado parcialmente en la provincia de La Rioja.

## Sinopsis
El levantamiento del Chacho Peñaloza en 1860, visto por un montonero riojano y el capitán porteño que debe fusilarlo.

## Reparto
- Romualdo Quiroga
- Marcela López Rey
- Aldo Mayo
- Juan Carlos Lamas
- Raúl del Valle

## Comentarios
Para Clarín se trata de una:

”Informada y sensible realización.”

Con la firma de ML la nota de La Prensa expresa que:

”La labor de Catrano Catrani en la dirección deja….mucho que desear. Su lenguaje es lento hasta la pesadez. Se detiene demasiado en el detalle documental, mostrando cardones, “pichis” o lagartijas, y desatiende en absoluto el ritmo del film”

Antonio Salgado en Tiempo de Cine dijo:

”Supera el cine de entretenimiento corriente, pero en el nivel creativo que pretende sus debilidades son notorias.”

Por su parte, Manrupe y Portela escriben:

”Un tema histórico interesante con buenas intenciones pero en definitiva excesivamente dialogado y frío. Entre lo mejor del director.”